# 池田政香
池田 政香（いけだ まさか）は、江戸時代中期の大名。通称は兵部。備中国鴨方藩4代藩主。

## 略歴
3代藩主・池田政方の長男として誕生。幼名は春五郎。宝暦10年（1760年）3月14日、父の隠居により家督を継ぐ。
藩主としては有能で温厚篤実な人物だった。特に朱子学に優れており、自ら藩校に出向いて学者や学生と討論するほどであった。その才能には本家の岡山藩主・池田継政も「内匠（政香）は尋常の人に非ず。万端に心を用ひ、及ばざること遠し。誠に国宝といふべきなり」と高く評価している。
しかし明和5年（1768年）8月25日、28歳で死去した。死後、家督は弟の政直が継いだ。
家臣の浦上玉堂は、政香の若すぎる死を惜しんで、「止仁録」という政香の一代記を著作している。